# تیم ملی هندبال سوئد
تیم ملی هندبال سوئد یک تیم هندبال است که تحت نظارت فدراسیون هندبال سوئد می‌باشد و نماینده سوئد در مسابقات بین‌المللی است. این تیم تاکنون چهار بار قهرمان جهان و چهار بار قهرمان اروپا شده‌است. همچنین بهترین عنوان سوئد در بازی‌های المپیک، نایب قهرمانی است که تاکنون چهار بار به این مقام دست یافته‌است.

## نتایج در مسابقات بین‌المللی
نخستین دوره‌های برگزاری مسابقات قهرمانی جهان، دوره شکوفایی تیم ملی هندبال سوئد بود. به گونه‌ای که این تیم توانست در پنج دوره متوالی روی سکو بایستد و دو بار نیز قهرمان جهان شود. (البته در این مدت، هندبال جزء بازی‌های المپیک نبود.) پس از نایب قهرمانی در ۱۹۶۴، دوره افت تیم ملی سوئد آغاز شد که تا اواخر دهه ۱۹۸۰ میلادی ادامه داشت.
دهه ۱۹۹۰ و آغاز دهه ۲۰۰۰ میلادی، دوره اوج دوباره تیم ملی هندبال سوئد بود. در این دوره، این تیم توانست دو مقام قهرمانی (۱۹۹۰ و ۱۹۹۹)، دو نایب قهرمانی (۱۹۹۷ و ۲۰۰۱) و دو عنوان سومی (۱۹۹۳ و ۱۹۹۵) در مسابقات قهرمانی جهان و سه نایب قهرمانی (۱۹۹۲، ۱۹۹۶ و ۲۰۰۰) در بازی‌های المپیک کسب کند. به‌طور خلاصه، سوئد در همه مسابقات جهانی و المپیک بین سال‌های ۱۹۹۰ و ۲۰۰۱ میلادی بر روی یکی از سکوهای سه‌گانه قرار گرفت.
پس از این دوره، دوباره دوران افت تیم ملی هندبال سوئد آغاز شد. این تیم برای دو دوره بازی‌های المپیک انتخاب نشد و در مسابقات جهانی نیز به جمع چهار تیم برتر، راه نیافت. پس از این افت، سوئد در مسابقات جهانی ۲۰۱۱ (که میزبان بود) چهارم شد و در بازی‌های المپیک ۲۰۱۲ نیز به مدال نقره دست یافت.

## خلاصه نتایج
قهرمان      نایب قهرمان      مکان سوم      مکان چهارم

### بازی‌های المپیک
| بازی                       | مرحله       | رتبه       | بازی       | برد        | تساوی      | باخت       | گل زده     | گل خورده   | تفاضل      |
| -------------------------- | ----------- | ---------- | ---------- | ---------- | ---------- | ---------- | ---------- | ---------- | ---------- |
| برلین ۱۹۳۶                 | شرکت نکرد   | شرکت نکرد  | شرکت نکرد  | شرکت نکرد  | شرکت نکرد  | شرکت نکرد  | شرکت نکرد  | شرکت نکرد  | شرکت نکرد  |
| از ۱۹۴۰ تا ۱۹۶۸ برگزار نشد |             |            |            |            |            |            |            |            |            |
| مونیخ ۱۹۷۲                 | مرحله حذفی  | ۷          | ۶          | ۲          | ۲          | ۲          | ۸۲         | ۸۷         | ۵–         |
| مونترال ۱۹۷۶               | انتخاب نشد  | انتخاب نشد | انتخاب نشد | انتخاب نشد | انتخاب نشد | انتخاب نشد | انتخاب نشد | انتخاب نشد | انتخاب نشد |
| مسکو ۱۹۸۰                  | انتخاب نشد  | انتخاب نشد | انتخاب نشد | انتخاب نشد | انتخاب نشد | انتخاب نشد | انتخاب نشد | انتخاب نشد | انتخاب نشد |
| لوس‌آنجلس ۱۹۸۴              | مرحله حذفی  | ۵          | ۶          | ۴          | ۰          | ۲          | ۱۴۵        | ۱۳۴        | ۹+         |
| سئول ۱۹۸۸                  | مرحله حذفی  | ۵          | ۶          | ۴          | ۰          | ۲          | ۱۳۳        | ۱۰۹        | ۲۴+        |
| بارسلونا ۱۹۹۲              | نایب قهرمان | ۲          | ۷          | ۶          | ۰          | ۱          | ۱۶۵        | ۱۳۰        | ۳۵+        |
| آتلانتا ۱۹۹۶               | نایب قهرمان | ۲          | ۷          | ۶          | ۰          | ۱          | ۱۸۲        | ۱۴۱        | ۴۱+        |
| سیدنی ۲۰۰۰                 | نایب قهرمان | ۲          | ۸          | ۷          | ۰          | ۱          | ۲۴۰        | ۱۹۷        | ۴۳+        |
| آتن ۲۰۰۴                   | انتخاب نشد  | انتخاب نشد | انتخاب نشد | انتخاب نشد | انتخاب نشد | انتخاب نشد | انتخاب نشد | انتخاب نشد | انتخاب نشد |
| پکن ۲۰۰۸                   | انتخاب نشد  | انتخاب نشد | انتخاب نشد | انتخاب نشد | انتخاب نشد | انتخاب نشد | انتخاب نشد | انتخاب نشد | انتخاب نشد |
| لندن ۲۰۱۲                  | نایب قهرمان | ۲          | ۸          | ۵          | ۰          | ۳          | ۲۲۸        | ۱۸۶        | ۴۲+        |
| ریو دو ژانیرو ۲۰۱۶         | مرحله گروهی | ۱۱         | ۵          | ۱          | ۰          | ۴          | ۱۳۲        | ۱۳۱        | ۱+         |
| مجموع                      | ۸/۱۳        | ۰ قهرمانی  | ۵۳         | ۳۵         | ۲          | ۱۶         | ۱٬۳۰۷      | ۱٬۱۱۵      | ۱۹۲+       |

منبع: 

### قهرمانی جهان
| سال             | مرحله         | رتبه       | بازی       | برد        | تساوی*     | باخت       | گل زده     | گل خورده   |
| --------------- | ------------- | ---------- | ---------- | ---------- | ---------- | ---------- | ---------- | ---------- |
| آلمان ۱۹۳۸      | مقام سوم      |            | ۳          | ۱          | ۰          | ۲          | ۸          | ۱۳         |
| سوئد ۱۹۵۴       | قهرمان        |            | ۳          | ۳          | ۰          | ۰          | ۵۶         | ۳۶         |
| آلمان شرقی ۱۹۵۸ | قهرمان        |            | ۶          | ۶          | ۰          | ۰          | ۱۳۶        | ۷۴         |
| آلمان غربی ۱۹۶۱ | مرحله دوم     |            | ۶          | ۵          | ۰          | ۱          | ۸۹         | ۷۳         |
| چکسلواکی ۱۹۶۴   | نایب قهرمان   |            | ۶          | ۳          | ۰          | ۳          | ۱۰۴        | ۹۰         |
| سوئد ۱۹۶۷       | یک‌چهارم نهایی | ۵          | ۶          | ۴          | ۰          | ۲          | ۱۱۸        | ۱۰۹        |
| فرانسه ۱۹۷۰     | یک‌چهارم نهایی | ۶          | ۶          | ۳          | ۰          | ۳          | ۶۹         | ۶۸         |
| آلمان شرقی ۱۹۷۴ | مرحله مقدماتی | ۱۱         | ۳          | ۱          | ۰          | ۲          | ۴۴         | ۵۳         |
| دانمارک ۱۹۷۸    | مرحله دوم     | ۸          | ۶          | ۲          | ۰          | ۴          | ۱۲۱        | ۱۲۵        |
| آلمان غربی ۱۹۸۲ | مرحله مقدماتی | ۱۱         | ۷          | ۲          | ۱          | ۴          | ۱۵۹        | ۱۵۷        |
| سوئیس ۱۹۸۶      | نیمه‌نهایی     | ۴          | ۷          | ۵          | ۰          | ۲          | ۱۷۴        | ۱۵۳        |
| چکسلواکی ۱۹۹۰   | قهرمان        |            | ۷          | ۶          | ۰          | ۱          | ۱۷۷        | ۱۴۳        |
| سوئد ۱۹۹۳       | نیمه‌نهایی     |            | ۷          | ۶          | ۰          | ۱          | ۱۶۶        | ۱۳۶        |
| ایسلند ۱۹۹۵     | نیمه‌نهایی     |            | ۹          | ۸          | ۰          | ۱          | ۲۵۱        | ۲۰۱        |
| ژاپن ۱۹۹۷       | نایب قهرمان   |            | ۹          | ۷          | ۰          | ۲          | ۲۵۳        | ۱۸۷        |
| مصر ۱۹۹۹        | قهرمان        |            | ۹          | ۸          | ۱          | ۰          | ۲۸۳        | ۲۰۴        |
| فرانسه ۲۰۰۱     | نایب قهرمان   |            | ۹          | ۸          | ۰          | ۱          | ۲۶۳        | ۲۱۷        |
| پرتغال ۲۰۰۳     | مرحله دوم     | ۱۳         | ۷          | ۵          | ۰          | ۲          | ۲۰۴        | ۱۹۱        |
| تونس ۲۰۰۵       | مرحله دوم     | ۱۱         | ۹          | ۴          | ۱          | ۴          | ۲۷۵        | ۲۳۴        |
| آلمان ۲۰۰۷      | انتخاب نشد    | انتخاب نشد | انتخاب نشد | انتخاب نشد | انتخاب نشد | انتخاب نشد | انتخاب نشد | انتخاب نشد |
| کرواسی ۲۰۰۹     | مرحله دوم     | ۷          | ۹          | ۶          | ۰          | ۳          | ۲۷۷        | ۲۳۲        |
| سوئد ۲۰۱۱       | نیمه‌نهایی     | ۴          | ۱۰         | ۶          | ۰          | ۴          | ۲۷۲        | ۲۴۱        |
| اسپانیا ۲۰۱۳    | انتخاب نشد    | انتخاب نشد | انتخاب نشد | انتخاب نشد | انتخاب نشد | انتخاب نشد | انتخاب نشد | انتخاب نشد |
| قطر ۲۰۱۵        | یک‌هشتم نهایی  | ۱۰         | ۶          | ۳          | ۱          | ۲          | ۱۵۷        | ۱۳۳        |
| فرانسه ۲۰۱۷     | یک‌چهارم نهایی | ۶          | ۷          | ۵          | ۰          | ۲          | ۲۳۳        | ۱۶۶        |
| مجموع           | ۲۳/۲۵         | ۴ عنوان    | ۱۵۷        | ۱۰۷        | ۴*         | ۴۶         | ۳۸۸۹       | ۳۲۳۶       |

*بازی‌های که به ضربات پنالتی رسیده، به عنوان تساوی در نظر گرفته می‌شود.
- منبع: [۱]